# Tour de France 1924
Le Tour de France 1924, 18e édition du Tour de France, s'est déroulé du 22 juin au 20 juillet 1924 sur 15 étapes pour 5 425 km.

## Généralités
Ottavio Bottecchia devient le premier Italien à remporter le Tour de France, après avoir remporté 4 étapes. Il possède également un record inédit : celui d'avoir porté le maillot jaune de la première à la dernière étape.
Henri Pélissier, le vainqueur de la précédente édition, abandonne dès la troisième étape en compagnie de son frère Francis pour protester contre le règlement.

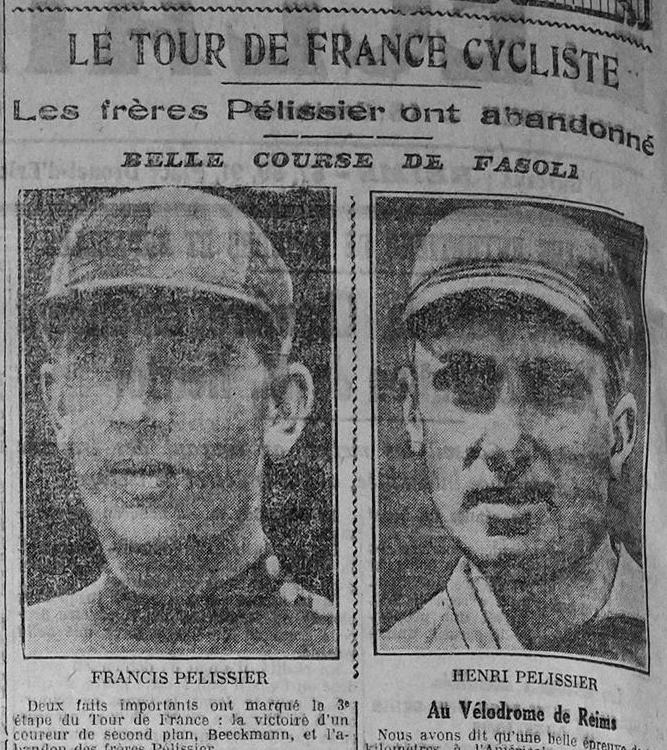
Abandon des frères Pélissier.

Les coureurs sont classés en trois catégories : 43 en première, 12 en seconde et 102 en touristes-routiers. Omer Huyse est le mieux classé des coureurs de seconde catégorie et Ottavio Pratesi est le meilleur touriste-routier.
Le célèbre journaliste Albert Londres suit la course pour le journal le Petit Parisien. Les propos des frères Henri et Francis Pélissier ainsi que de leur équipier Maurice Ville, recueillis par le journaliste dans le Café de la Gare après leur abandon à Coutances, paraissent dans un article du journal du 27 juin 1924, intitulé « L'abandon des Pélissier ou les martyrs de la route » et qui donnera naissance à la légende des « forçats de la route ». Ils y dénoncent l'autoritarisme de Henri Desgrange, le manque de considération et de respect envers l'intégrité physique des coureurs (départs d'étapes parfois longues de 500 kilomètres en pleine nuit, coureurs arc-boutés sur leurs vélos sans dérailleur, parcours sur des routes cabossées de caillasse et de pavés, incohérences du règlement impitoyable) et mettent au jour les pratiques dopantes qui courent alors dans le peloton carburant à « la dynamite » (cocktail de cachets et de poudres).
La moyenne du vainqueur est de 23,972 km/h.

## Participants

### Équipes engagées
Neuf équipes sont représentées, issues de trois pays : six équipes pour la France (Alcyon, Armor, Automoto, Griffon, Lapize et Peugeot), deux pour l'Italie (Legnano et Ostende) et une pour la Belgique (Aiglon).

### Liste des coureurs
Les coureurs de première catégorie portent les dossards 1 à 46, ceux de deuxième catégorie portent les numéros de 101 à 112, et enfin les touristes-routiers disposent des dossards 201 à 325.
| Légende | Légende                                                                    | Légende | Légende                                                    |
| ------- | -------------------------------------------------------------------------- | ------- | ---------------------------------------------------------- |
| Num     | Dossard de départ porté par le coureur sur ce Tour                         | Pos     | Position à l'arrivée de la course                          |
|         | Indique un maillot de champion national ou mondial, suivi de sa spécialité | NP      | Indique un coureur qui n'a pas pris le départ de la course |
| AB      | Indique un coureur qui n'a pas terminé la course                           | HD      | Indique un coureur qui a terminé la course hors des délais |

| 1re classe | 1re classe               | 1re classe |
| ---------- | ------------------------ | ---------- |
| Num        | Coureur                  | Pos        |
| 1          | Henri Pélissier (FRA)    | AB-3       |
| 2          | Ottavio Bottecchia (ITA) | 1er        |
| 3          | Francis Pélissier (FRA)  | AB-3       |
| 4          | Maurice Ville (FRA)      | AB-3       |
| 5          | Achille Souchard (FRA)   | AB-4       |
| 6          | Henri Collé (FRA)        | AB-10      |
| 7          | Lucien Buysse (BEL)      | 3e         |
| 8          | Félix Sellier (BEL)      | AB-7       |
| 9          | Émile Masson (BEL)       | AB-5       |
| 10         | Louis Mottiat (BEL)      | 18e        |
| 11         | Pierre Bachellerie (FRA) | NP-4       |
| 12         | Raymond Englebert (BEL)  | 16e        |
| 13         | Jean Alavoine (FRA)      | 14e        |
| 14         | Romain Bellenger (FRA)   | 8e         |
| 15         | Philippe Thys (BEL)      | 11e        |
| 16         | Robert Jacquinot (FRA)   | AB-7       |
| 17         | Firmin Lambot (BEL)      | AB-8       |
| 18         | Joseph Muller (FRA)      | 6e         |
| 19         | Hector Tiberghien (BEL)  | 10e        |
| 20         | Heiri Suter (FRA)        | NP-1       |
| 21         | Marcel Huot (FRA)        | AB-8       |
| 22         | Joseph Curtel (FRA)      | NP-4       |
| 23         | René Gérard (FRA)        | NP-6       |

| 1re classe (suite) | 1re classe (suite)        | 1re classe (suite) |
| ------------------ | ------------------------- | ------------------ |
| Num                | Coureur                   | Pos                |
| 24                 | Adolphe Van Bruaene (BEL) | NP-4               |
| 25                 | Lucien Rich (FRA)         | 20e                |
| 26                 | Victor Fontan (FRA)       | AB-5               |
| 27                 | Albert Dejonghe (BEL)     | AB-4               |
| 28                 | Honoré Barthélémy (BEL)   | AB-6               |
| 29                 | Hector Heusghem (BEL)     | AB-7               |
| 30                 | Victor Lenaers (BEL)      | AB-4               |
| 31                 | Bartolomeo Aimo (ITA)     | 4e                 |
| 32                 | Giovanni Brunero (ITA)    | AB-14              |
| 33                 | Giuseppe Enrici (ITA)     | AB-4               |
| 34                 | Arturo Ferrario (ITA)     | AB-2               |
| 35                 | Ermanno Vallazza (ITA)    | 13e                |
| 36                 | Théophile Beeckman (BEL)  | 5e                 |
| 37                 | Georges Cuvelier (FRA)    | 12e                |
| 38                 | Arsène Alancourt (FRA)    | 7e                 |
| 39                 | Laurent Seret (FRA)       | NP-1               |
| 40                 | Georges Debaets (BEL)     | AB-1               |
| 41                 | Jules Huyvaert (BEL)      | AB-6               |
| 42                 | Nicolas Frantz (LUX)      | 2e                 |
| 43                 | Léon Scieur (BEL)         | AB-6               |
| 44                 | Adelin Benoît (BEL)       | AB-3               |
| 45                 | Félix Goethals (FRA)      | 25e                |
| 46                 | Paul Duboc (FRA)          | NP-1               |

| 2e classe | 2e classe              | 2e classe |
| --------- | ---------------------- | --------- |
| Num       | Coureur                | Pos       |
| 101       | Gaston Degy (FRA)      | 15e       |
| 102       | Léon Despontin (BEL)   | NP-4      |
| 103       | Alfons Van Hecke (BEL) | AB-1      |
| 104       | Joseph Normand (FRA)   | AB-1      |
| 105       | Odile Defraye (BEL)    | AB-6      |
| 106       | Alfons Standaert (BEL) | 17e       |
| 107       | Marcel Gobillot (FRA)  | NP-2      |
| 109       | Eugène Dhers (FRA)     | 23e       |
| 110       | Fernand Lemay (FRA)    | NP-5      |
| 111       | Omer Huyse (BEL)       | 9e        |
| 112       | Émile Hardy (BEL)      | 21e       |

| Touristes-routiers | Touristes-routiers        | Touristes-routiers |
| ------------------ | ------------------------- | ------------------ |
| Num                | Coureur                   | Pos                |
| 201                | François Chevalier (FRA)  | 58e                |
| 202                | Mario Gregori (ITA)       | NP-1               |
| 203                | Henri Touzard (FRA)       | 22e                |
| 204                | Pitto Gentile (FRA)       | NP-1               |
| 205                | Auguste Lesigne (FRA)     | AB-5               |
| 206                | Albert Dannault (FRA)     | NP-1               |
| 207                | Jean Garby (FRA)          | 39e                |
| 208                | Henry Miège (FRA)         | 56e                |
| 209                | Giuseppe Ercolani (ITA)   | AB-11              |
| 210                | Antoine Riera (FRA)       | 37e                |
| 211                | Pierre Dréal (FRA)        | NP-1               |
| 212                | Albert Desmet (FRA)       | AB-3               |
| 213                | Charles Loew (FRA)        | AB-9               |
| 214                | François Brient (FRA)     | AB-1               |
| 215                | Charles Cento (FRA)       | 29e                |
| 216                | Joseph Douard (FRA)       | AB-1               |
| 217                | Victorino Otero (ESP)     | 42e                |
| 218                | René Wendels (BEL)        | 27e                |
| 219                | Maurice Arnoult (FRA)     | 26e                |
| 220                | Robert Loret (FRA)        | 43e                |
| 221                | Charles Parel (FRA)       | 28e                |
| 222                | Gottfried Burgat (FRA)    | NP-5               |
| 223                | Marceau Lardenois (FRA)   | AB-1               |
| 224                | René Billing (FRA)        | AB-3               |
| 225                | Marie Aubry (FRA)         | 33e                |
| 226                | Louis Le Goaer (FRA)      | AB-2               |
| 227                | Victor Lafosse (FRA)      | 60e                |
| 228                | Jean Majerus (LUX)        | AB-2               |
| 229                | Alexandre Baud (FRA)      | AB-3               |
| 230                | Giuseppe Cassin (ITA)     | AB-5               |
| 231                | Félix Richard (FRA)       | 45e                |
| 232                | François Petitjean (FRA)  | AB-3               |
| 233                | Umberto Ripamonti (ITA)   | AB-6               |
| 234                | Angelo Erba (ITA)         | 41e                |
| 235                | Émile Broussard (FRA)     | AB-4               |
| 236                | Henri Rupert (FRA)        | 44e                |
| 237                | Battista Gilli (ITA)      | NP-1               |
| 238                | Louis Millo (FRA)         | 59e                |
| 239                | Giovanni Rossignoli (ITA) | 31e                |
| 240                | Adrien Alpini (FRA)       | AB-7               |
| 241                | Charles Arnulf (FRA)      | AB-2               |
| 242                | Pierre Hudsyn (BEL)       | NP-1               |

| Touristes-routiers (suite) | Touristes-routiers (suite) | Touristes-routiers (suite) |
| -------------------------- | -------------------------- | -------------------------- |
| Num                        | Coureur                    | Pos                        |
| 243                        | Joseph Bercegeay (FRA)     | NP-2                       |
| 244                        | Maurice Guenot (FRA)       | AB-10                      |
| 245                        | Fernand Bozzo (FRA)        | AB-3                       |
| 246                        | Jean Martinet (FRA)        | 35e                        |
| 247                        | Henri Texereau (FRA)       | AB-2                       |
| 248                        | Charles Draon (FRA)        | AB-2                       |
| 249                        | Henri Catelan (FRA)        | 40e                        |
| 250                        | Paul Denis (FRA)           | 38e                        |
| 251                        | Petrus Eveaert (BEL)       | AB-1                       |
| 252                        | André Pompon (FRA)         | NP-4                       |
| 253                        | Maurice Protin (BEL)       | 48e                        |
| 254                        | Alfred Hersard (FRA)       | 54e                        |
| 255                        | Daniel Masson (FRA)        | AB-6                       |
| 256                        | Jaime Janer (ESP)          | 30e                        |
| 257                        | Ottavio Pratesi (ITA)      | 19e                        |
| 258                        | Charles Guillon (FRA)      | AB-2                       |
| 259                        | Luigi Brambilla (ITA)      | AB-1                       |
| 260                        | Colombo Gallorini (ITA)    | AB-2                       |
| 261                        | Camille Botte (BEL)        | AB-6                       |
| 262                        | Jules Bertrand (FRA)       | AB-6                       |
| 263                        | Jean Pennaneach (FRA)      | AB-2                       |
| 264                        | Giuseppe Cassanti (ITA)    | AB-3                       |
| 265                        | Henri Ferrara (FRA)        | 24e                        |
| 266                        | Arthur Hendryckx (BEL)     | AB-4                       |
| 267                        | Lucien Prudhomme (FRA)     | 51e                        |
| 268                        | Augusto Rho (ITA)          | 52e                        |
| 269                        | Jean Archelais (FRA)       | NP-7                       |
| 270                        | Luigi Emmanuele (ITA)      | 47e                        |
| 271                        | Léopold Gelot (FRA)        | NP-5                       |
| 272                        | Jacques Pfister (FRA)      | AB-12                      |
| 273                        | Nicolas Urme (FRA)         | NP-1                       |
| 274                        | Édouard Dalifard (FRA)     | AB-1                       |
| 275                        | Alfred Noullez (FRA)       | AB-3                       |
| 276                        | Davide Chiesa (ITA)        | NP-1                       |
| 277                        | Édouard Petre (FRA)        | NP-6                       |
| 278                        | Cyriel Omeye (BEL)         | NP-4                       |
| 279                        | Ernest Langlais (FRA)      | AB-1                       |
| 280                        | Adrien Toussaint (FRA)     | 57e                        |
| 281                        | Albert Boutinet (FRA)      | AB-3                       |
| 282                        | Guido Oddone (ITA)         | AB-1                       |
| 283                        | Henri Raymond (FRA)        | NP-1                       |
| 284                        | Mosé Arosio (ITA)          | 50e                        |

| Touristes-routiers (suite) | Touristes-routiers (suite) | Touristes-routiers (suite) |
| -------------------------- | -------------------------- | -------------------------- |
| Num                        | Coureur                    | Pos                        |
| 285                        | Felice Di Gaetano (ITA)    | 53e                        |
| 286                        | Théophile Ader (FRA)       | NP-1                       |
| 287                        | Jules Banino (FRA)         | AB-3                       |
| 288                        | Laurent Devalle (MON)      | 55e                        |
| 289                        | Léon Robelin (FRA)         | AB-1                       |
| 290                        | Luigi Ugaglia (ITA)        | AB-8                       |
| 291                        | Alexandre Bontoux (FRA)    | AB-1                       |
| 292                        | Goulven Hernot (FRA)       | NP-1                       |
| 293                        | Georges Decultot (FRA)     | AB-2                       |
| 294                        | Marcel Robin (FRA)         | AB-1                       |
| 295                        | Jules Nempon (FRA)         | AB-5                       |
| 296                        | Albert Rousselle (FRA)     | AB-4                       |
| 297                        | Alphonse Boyer (FRA)       | NP-1                       |
| 298                        | Vincenzo Bianco (ITA)      | 46e                        |
| 299                        | Giovanni Bai (ITA)         | NP-1                       |
| 300                        | Giuseppe Ruffoni (ITA)     | 32e                        |
| 301                        | Arthur Targez (BEL)        | AB-2                       |
| 302                        | Luigi Vertemati (ITA)      | 36e                        |
| 303                        | Giovanni Canova (ITA)      | AB-15                      |
| 304                        | François Marty (FRA)       | NP-1                       |
| 305                        | Armand Thewis (FRA)        | NP-1                       |
| 306                        | Gentile Verstriest (BEL)   | NP-1                       |
| 307                        | Jean Belvaux (BEL)         | AB-4                       |
| 308                        | Charles Ferrari (FRA)      | NP-1                       |
| 309                        | Julien Tuyten (BEL)        | NP-1                       |
| 310                        | Georges Kamm (FRA)         | 49e                        |
| 311                        | Pasquale Di Pietro (ITA)   | AB-7                       |
| 312                        | Pietro Fasoli (ITA)        | AB-6                       |
| 313                        | Pietro Pistone (ITA)       | AB-1                       |
| 314                        | Lucien Lagouche (FRA)      | NP-1                       |
| 315                        | Joseph Pé (BEL)            | AB-1                       |
| 316                        | Gaston Bohin (FRA)         | NP-1                       |
| 317                        | Albert Buisson (FRA)       | NP-4                       |
| 318                        | Giuseppe Brenna (ITA)      | AB-3                       |
| 319                        | Léon Van Aken (BEL)        | NP-1                       |
| 320                        | Robert Asse (FRA)          | NP-1                       |
| 321                        | Enrico Sala (ITA)          | 34e                        |
| 322                        | Georges Gatier (FRA)       | AB-6                       |
| 323                        | Francesco Magatti (FRA)    | AB-2                       |
| 324                        | Angelo Guidi (ITA)         | AB-6                       |
| 325                        | Camille Leroy (BEL)        | AB-1                       |

## Étapes
| Étape,    | Date       | Villes étapes                        |                   | Distance (km) | Vainqueur d’étape                | Leader du classement général |
| --------- | ---------- | ------------------------------------ | ----------------- | ------------- | -------------------------------- | ---------------------------- |
| 1re étape | 22 juin    | Paris - Luna Park – Le Havre         | Étape de plaine   | 381           | Ottavio Bottecchia               | Ottavio Bottecchia           |
| 2e étape  | 24 juin    | Le Havre – Cherbourg                 | Étape de plaine   | 371           | Romain Bellenger                 | Ottavio Bottecchia           |
| 3e étape  | 26 juin    | Cherbourg – Brest                    | Étape de plaine   | 405           | Théophile Beeckman Philippe Thys | Ottavio Bottecchia           |
| 4e étape  | 28 juin    | Brest – Les Sables-d'Olonne          | Étape de plaine   | 412           | Félix Goethals                   | Ottavio Bottecchia           |
| 5e étape  | 30 juin    | Les Sables-d'Olonne – Bayonne        | Étape de plaine   | 482           | Omer Huyse                       | Ottavio Bottecchia           |
| 6e étape  | 2 juillet  | Bayonne – Luchon                     | Étape de montagne | 326           | Ottavio Bottecchia               | Ottavio Bottecchia           |
| 7e étape  | 4 juillet  | Luchon – Perpignan                   | Étape de montagne | 323           | Ottavio Bottecchia               | Ottavio Bottecchia           |
| 8e étape  | 6 juillet  | Perpignan – Toulon                   | Étape de plaine   | 427           | Louis Mottiat                    | Ottavio Bottecchia           |
| 9e étape  | 8 juillet  | Toulon – Nice                        | Étape de montagne | 280           | Philippe Thys                    | Ottavio Bottecchia           |
| 10e étape | 10 juillet | Nice – Briançon                      | Étape de montagne | 275           | Giovanni Brunero                 | Ottavio Bottecchia           |
| 11e étape | 12 juillet | Briançon – Gex                       | Étape de montagne | 307           | Nicolas Frantz                   | Ottavio Bottecchia           |
| 12e étape | 14 juillet | Gex – Strasbourg                     | Étape de montagne | 360           | Nicolas Frantz                   | Ottavio Bottecchia           |
| 13e étape | 16 juillet | Strasbourg – Metz                    | Étape de plaine   | 300           | Arsène Alancourt                 | Ottavio Bottecchia           |
| 14e étape | 18 juillet | Metz – Dunkerque                     | Étape de plaine   | 433           | Romain Bellenger                 | Ottavio Bottecchia           |
| 15e étape | 20 juillet | Dunkerque – Paris - Parc des Princes | Étape de plaine   | 343           | Ottavio Bottecchia               | Ottavio Bottecchia           |

Note : le règlement ne fait aucune distinction entre les étapes de plaine ou de montagne ; les icônes indiquent simplement la présence ou non d'ascensions notables durant l'étape.

## Classement général final

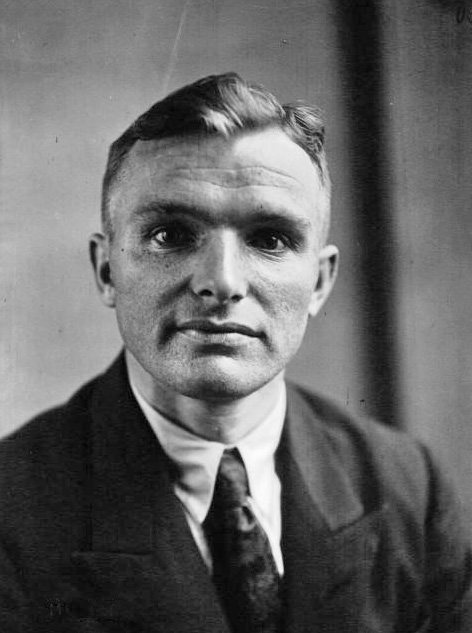
Joseph Müller, 6ème coureur et premier français au classement général final du tour de France de 1924.

| Classement général | Classement général     | Classement général | Classement général | Classement général   |
|                    | Coureur                | Pays               | Équipe             | Temps                |
| ------------------ | ---------------------- | ------------------ | ------------------ | -------------------- |
| 1er                | Ottavio Bottecchia     | Italie             | Automoto           | en 226 h 18 min 21 s |
| 2e                 | Nicolas Frantz         | Luxembourg         | Alcyon-Dunlop      | + 35 min 36 s        |
| 3e                 | Lucien Buysse          | Belgique           | Automoto           | + 1 h 32 min 13 s    |
| 4e                 | Bartolomeo Aimo        | Italie             | Legnano-Pirelli    | + 1 h 32 min 47 s    |
| 5e                 | Théophile Beeckman     | Belgique           | Griffon-Dunlop     | + 2 h 11 min 12 s    |
| 6e                 | Joseph Muller          | France             | Peugeot-Wolber     | + 2 h 35 min 33 s    |
| 7e                 | Arsène Alancourt       | France             | Armor-Dunlop       | + 2 h 41 min 31 s    |
| 8e                 | Romain Bellenger       | France             | Peugeot-Wolber     | + 2 h 51 min 9 s     |
| 9e                 | Omer Huyse             | Belgique           | Lapize             | + 2 h 58 min 13 s    |
| 10e                | Hector Tiberghien      | Belgique           | Peugeot-Wolber     | + 3 h 5 min 4 s      |
| 11e                | Philippe Thys          | Belgique           | Peugeot-Wolber     | + 3 h 15 min 24 s    |
| 12e                | Georges Cuvelier       | France             | Griffon-Dunlop     | + 3 h 21 min 45 s    |
| 13e                | Ermanno Vallazza       | Italie             | Legnano-Pirelli    | + 3 h 48 min 24 s    |
| 14e                | Jean Alavoine          | France             | Peugeot-Wolber     | + 3 h 55 min 45 s    |
| 15e                | Gaston Degy            | France             | Aiglon-Dunlop      | + 5 h 11 min 48 s    |
| 16e                | Raymond Englebert (en) | Belgique           | Alcyon-Dunlop      | + 5 h 20 min 11 s    |
| 17e                | Alfons Standaert (en)  | Belgique           | Armor-Dunlop       | + 5 h 41 min 48 s    |
| 18e                | Louis Mottiat          | Belgique           | Alcyon-Dunlop      | + 5 h 54 min 19 s    |
| 19e                | Ottavio Pratesi        | Italie             | Touriste-Routier   | + 6 h 0 min 4 s      |
| 20e                | Lucien Rich            | France             | Automoto           | + 6 h 26 min 21 s    |
| 21e                | Émile Hardy (en)       | Belgique           | Touriste-Routier   | + 6 h 43 min 13 s    |
| 22e                | Henri Touzard          | France             | Touriste-Routier   | + 6 h 50 min 56 s    |
| 23e                | Eugène Dhers (en)      | France             | Touriste-Routier   | + 7 h 11 min 37 s    |
| 24e                | Henri Ferrara (en)     | France             | Touriste-Routier   | + 7 h 44 min 31 s    |
| 25e                | Félix Goethals         | France             | Thomann-Dunlop     | + 8 h 0 min 4 s      |
| modifier           |                        |                    |                    |                      |